# RRS Discovery II
O RRS Discovery II foi um navio de pesquisa britânico. Durante a sua vida operacional ao longo de 3 décadas, realizou diversas pesquisas a nível hidrográfico e biológico nas águas da Antárctida. Construído no porto de Glasgow, lançado em 1928 e concluído em 1929, foi o primeiro navio construído única e exclusivamente a partir do zero para a pesquisa cientifica, e foi batizado em honra ao navio RRS Discovery de 1901.